# Monte Pollino
El Pollino es un macizo en los Apeninos meridionales, en el límite entre Calabria y Basilicata, Italia meridional. Desde 1992 forma parte del parque nacional Pollino.
En italiano se llama «massiccio del Pollino».
La zona más alta en la cordillera, el Pollino está hecha de caliza, y por lo tanto sujeta a los fenómenos erosivos que han creado, especialmente en el lado calabrés, numerosas grutas, como las de Romito, en la que se han encontrado grafitis de los tiempos paleolíticos, y cañones, como los creados por el torrente Raganello.
Los principales picos son los del Pollino (2248 m) y la serra Dolcedorme (2267 m), que mira sobre la llanura de Sibari.
El macizo Pollino es el hogar de una floreciente flora y fauna. Especialmente en las cuotas más altas están presentes los bosques de
castaño,
hayas y
el raro pino bosnio, que es el símbolo del parque; especies animales incluyen el lobo italiano, búho real, corzos y la rara águila real.